# 巴布拉語

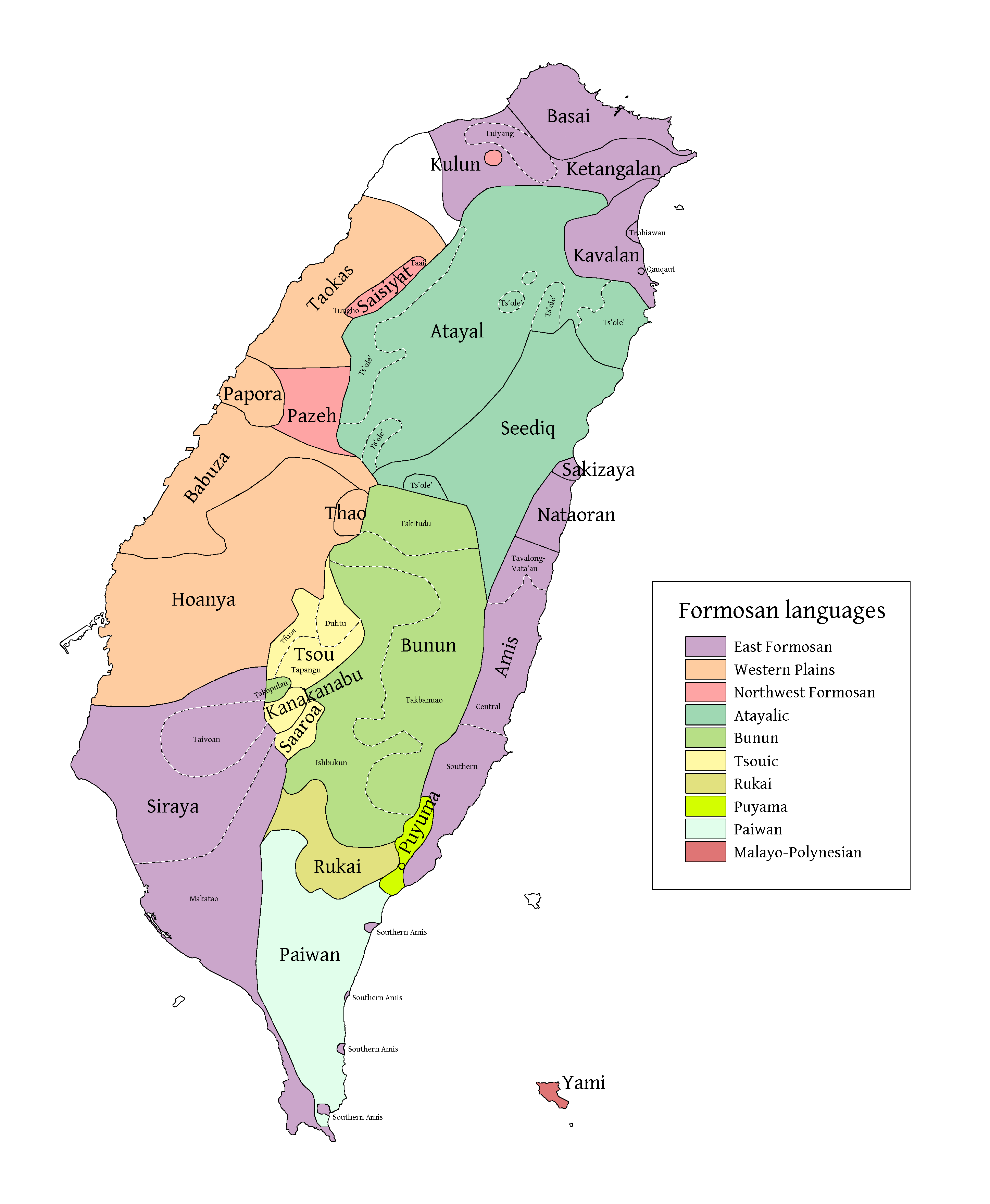
漢人遷台之前的台灣南島語言分布圖(按 Blust, 1999).東台灣"蘭嶼島(深紅色)表示為使用馬來-玻里尼西亞語族巴丹語群達悟語的區域.

巴布拉語（Papora），亦稱「拍瀑拉語」、「干仔轄語」，為台灣中部平埔族巴布拉族所用的語言，也是大肚王國的通行語言，語言學上，舊分類法將其歸類在排灣語群下。於2011年2月21日世界母語日聯合國教科文組織發表世界各地母語現況報告。在台灣部分，其中巴布拉語等8種語言，已被認定流失。

## 詞彙
現存詞語如下：
- 數詞：

| 基數     | 1    | 2   | 3    | 4     | 5    | 6     | 7    | 8     | 9    | 10    |
| 中文     | 一   | 二  | 三   | 四    | 五   | 六    | 七   | 八    | 九   | 十    |
| 拍瀑拉語 | tanu | nya | tulu | lupat | lima | minun | pitu | mehal | mesi | metsi |

- 基本用詞：

眼睛 masa、指甲 hatut、手 rima、豬 vavu、火 lapu、食 h-m-an、魚 vavot、
爪 hatut、豬肉 gubi、魚肉 machit、糯米飯 muna、粿 tutu、酒 bula、
、爸爸 baba/vava、媽媽 kaya/qaya
- 數詞：

大肚社語:tanu/taat/tat/tal（一），nya/mea/mia（二），tool'a/turu/toru/tru（三），nepat/pat（四），lima/rima/dima/nema（五），menom/lum/lom/nomu（六），pitoo/pitu（七），meal/halu/haluu/haru（八），mesiya/sia/sya/sigia/shiya（九），tsi/chi/tie（十），metanu-toopa/mitara tupak/mitara buru（百），metanu-gos（千）。
水里社語:tanu（一），nya（二），toolu（三），pat（四），lima（五），minum（六），pitoo（七），mehal（八），mesi（九），metsi（十）。
- 一般用詞：

若無特別括號，此處語料即採自大肚社。
身體部位:
頭taraku/talaku/tarako、頭髮vos/bud、臉vak/bag、眼睛masa、眉毛rarupi/sahun、鼻nud/non/nun/nos(水裡社語)、鼻孔nud a tokob、耳sarina、盲眼mabasak/mabathak、口yobe/yove、舌tatsia/tatsa、齒raves/rabit/rabid/labit、鬍鬚memes/mimit/mimiz/ravok(水裡社語) 、頸rir/lil/vuhun/ril(水裡社語)、肩tsep、指甲hatut、手lima/rimaa/rima/dima、指kasel/kasir/qasil、胸脯dap/varavan、女性乳房idoq/kerekeri、爪/指甲hatut、心臟balaban、肚子ginu/nginu、肚臍vudo/pudu/pulu/puda(水裡社語)、背raha/laha、腳kapulu/qapuru、膝蓋tu、臀部qius、陰莖tula/tulak/turak、陰戶huci/kuci。
生理機能與組織:
糞便mokat/thamaki/samaki/saki、尿nimisi/limisi、噴嚏mathin/masin、皮yabun、血rada/lada、血管yolas/yoras/qahu。
人群分類:
自稱:papola/papulat/babusaga(貓霧拺社)/vupuran(水裡社)/bopalat(沙轆社)、大肚城hajyovan/hazovan、埔里水裡城/龍井水裡社vudol、閩南人tapul/tapur/tapuru、一般漢人itan、客家人qaqor/kakor、生番zaliyan(刺青之意)/joren、巴布薩族埔里籃城kere so、巴宰族烏牛欄社habowan、人:so/so'o/tho(外庄人)/thou/sou、男人vada/bada/itan、女人naka/naqa/nakanaka、丈夫/妻子subun/thubun、父親vava/baba、母親qaya/kaya、祖父vataw/bataw/vato(水裡社)、祖母adaw/alaw/ataw/kaido(水裡社)、兄弟姊妹magwaza/magwazya、兄姊magwaza/mado a magwaza/magajya(兄)、hyavedan(姊)、弟妹macici/macici a magwazya、兒童dah/da/macici a dah/dadah(男女孩皆可)/lala、生育moldah/maldah、嬰兒maiit、孫子daudah/dauda、老人makara/magarar/magalal、新娘azapayanu、名字nan、頭人(部落領袖)taraku so/modo a so。
農糧:
未去殼稻米pada、去殼米sesal/sisat/thithal/sisal(水裡社)、米飯pida/pela、稀飯lamtak、小米/雜穀yaugul a pada(山上的未去殼米)、蔬菜dan/lang、小白菜apui dan、茄子jariakkiu、花生ko:ro、地瓜beyo/be:o、芋頭hud、水果qunu thizum(樹的蛋)、香蕉bibul/bibat、橘子tunzu、芭樂napat(應為閩南語影響)。
其他食品:
鹽ciru/cilu、甘蔗thubul/subud、肉sana/kuvid、豬肉qubul、蛋qonu(球狀物、蛋、水果、糧食)、水dom/lom/rom、茶mibot a lom、菸tamaku、抽菸man tamaku、來抽菸aro man tamaku、菸斗duduh、檳榔hapi?、石灰batu a tulala(石頭花)、酒wura/bula/inusat(貓霧拺社)、酒醉asajin。
生活器具:
衣服lawa、上衣run/lun/roun、無袖短上衣buthi、褲子tapaha/tavaha、帽子komu/qomu、裝飾珠qalam、臂環tamal、耳環las、足飾habut、梳子laloqol、針lidaq、房子tubun/tuvun/toovun、屋頂baba tuvun、茅草屋頂tatalip、門biru、睡墊ka:kap、火tapu/dapu/lapu/mapu、灰yabu、木炭balah、火炭abadin a dapu、鍋boleyan/buden、裝水容器tavan、木桶gungun、碗kai?yu:、筷子kakisup、竹籃ke:le:、網袋qalapasan、掃帚sasapoh、臼balanu、杵siru、弓babithi、箭babithi a sana/maupit'hi、槍patos/patut、火藥粉yabu。
自然界範疇/生活周遭
路dadan、田野bunak、惡靈voko/buqu、天空hudum/hodom/burom、雲yabu/yavu、雨yoda/modad/modal/morad/yodal、彩虹qalau bauris、雷聲padoon、padun、閃雷paparakarakas/parakas(水裡社)/mari a madun/bauzis、太陽lat/bolat/zyalan、月亮voda/bodat/budal/hiolat、星sana/sanat、風vari/bari
、影子so dumoa/lulun(形狀)、山yaogot/yaugul、河流rakap/laqap、海洋(等於南方)zilum、銀pila/pira、石頭batu、地virah/bilah/bila、沙子hadal、洞穴tokob。
- 生活用語：

請坐 pua-pua
- 其他單詞(猫霧拺社用詞)：[8][9][10]

Papula/babusaga/basagar/番人/巴布拉(猫霧拺社人自稱),moloaso/長輩,makalu/忘記,nami/我們,pa-nam/飲,bali/風,molola/小孩,papalan/吃,buzu/茅草,molomai/大人,alo/來,kachi/豆,lomoloa/年長者,taigala/說話,bulubulu/木耳,dasalan/芹菜,laini/錢,majitot/橘子,bani/點心,najiko/桌子,ihasan/蒜,kaiiu/碗,taukan/背囊,tabaka/香蕉,bungun/桶盤,baojeh/藤帽 saito/狗,lakkaien/酒盃,patut/槍,babu/豬,kakisup/箸,mambabot/歌,laugat/鹿,butla/酒,laini/熱鬧,jabi/草魚,tubun/房屋,bitbit/常常,husulum/烏仔魚,lap/旗,aina/左,pila/銀,abalin/紅,aili/右.

### 一般語詞
- aú(是的/PAN:*auʔ)、bula(給予/PAN:*bula₂)、huci～kuci(外陰/PAN:*kuti)、ludúh(兔子/PAN:*lutuk)、pitu(七/PAN:*pitu₁/*pitu)、suli(耳聾/PAN:*Culi)、timor(東/PAN:*timuR₁/*timuR)。

## 猫霧拺社番曲
下列為埔里拍瀑拉族後裔中的毒阿火（lat'pa，「翻譯者」）所藏之《猫霧捒社番曲》。

## 外部連結
- 巴布拉語ISO 639-3代碼 （页面存档备份，存于）
- 巴布拉語在《民族語》的連結
- ABVD: Papora
- How Taiwan Became Chinese （页面存档备份，存于） （英文）
- YouTube上的Myth(神話/song)
- 埔里毒阿火(lat?pa)所藏之"猫霧拺社番曲"
- YouTube上的沙鹿巴布拉歌舞
- 原住民族族語線上詞典 （页面存档备份，存于）
- Ogawa's Vocabulary of Formosan Dialects/小川尚義「臺灣蕃語蒐録」
- Austronesian Comparative Dictionary （页面存档备份，存于）
- 原住民族族語線上詞典 （页面存档备份，存于）
- 原住民族語言研究發展中心 （页面存档备份，存于）
- Alilin 原住民族電子書城 （页面存档备份，存于）